# Portrait d'Ambroise Vollard (Cézanne)
Pour les articles homonymes, voir Ambroise Vollard (homonymie).
Portrait d'Ambroise Vollard est un tableau du peintre français Paul Cézanne réalisé en 1899. Cette huile sur toile est un portrait d'Ambroise Vollard, le marchand d'art responsable de l'artiste. Elle est conservée au Petit Palais, à Paris.

## Expositions
- Apollinaire critique d'art, Pavillon des Arts, Paris, 1993 — n°25.
- Le Cubisme, Centre national d'art et de culture Georges-Pompidou, 2018-2019